# Strejken på Færøerne 2024
Strejken på Færøerne 2024 var en strejke, der startede blandt 5000 arbejdere på Færøerne natten til 14. maj 2024, hvor blandt andet skraldemænd, lastbilchauffører, lagerarbejdere, rengøringspersonale, havnearbejdere og ansatte indenfor servicebranchen nedlagde arbejdet. Strejken kommer efter at parterne har forhandlet siden 4. april uden at kunne nå til enighed. Den hidtil gældende overenskomst udløb 1. maj. Strejken sluttede søndag 9. juni, da der blev indgået en aftale om en lønstigning på 13 %.
Blandt konsekvenserne var lukkede børnehaver og skoler (pga. manglende rengøring og manglende afhentning af affald), og at der var mangel på benzin. Manglen på benzin gjorde, at det var reserveret til beredskab, politi og ambulancer. Offentlig transport var således også lukket ned. Desuden var der også mangel på varer i færøske supermarkeder. Al import var også indstillet. Strejken medførte også hamstring, i første omgang af toiletpapir.
De strejkende fagforeninger var Føroya Arbeiðarafelag, Havnar Arbeiðarafelag, Klaksvíkar Arbeiðskvinnufelag og Klaksvíkar Arbeiðsmannafelag. De offentlige arbejdsgivere indbragte strejken for voldgiftsretten 14. maj, men trak den tilbage igen et par timer senere.